# Thank You for a Lifetime (Cliff Richard-dal)

## A kislemez
A Thank You For a Lifetime című kislemez Cliff Richard brit popénekes kislemeze, amely 2008. szeptember 8-án jelent meg az Egyesült Királyságban az EMI gondozásában. A dal Cliff Richard 50 éves jubileumi lemezén, az And They Said It Wouldn't Last (My 50 Years In Music)-on szerepel. A kislemez B-oldala a Mobile Alabama School Leaving Hullabaloo című szám. A kislemez CD változatban és digitálisan letölthető formátumban is elérhető volt. A rajongókat arra biztatták, hogy vásárolják meg a CD-t, vagy töltsék le még 2008. szeptember 8-a és 13-a között, ezzel hozzásegítették az énekest, hogy első helyezett legyen a dal az eladási listákon. Miután a kislemezek eladása fokozatosan csökken, ez az egyetlen esély, hogy a lemezeladást növeljék.
Ennek ellenére a Thank You For a Lifetime csak a 3. helyet tudta megszerezni az Egyesült Királyság slágerlistáján, és Írországban , illetve Új-Zélandon nem ért el helyezést.

## Helyezések
| Ország             | Helyezés |
| ------------------ | -------- |
| Egyesült Királyság | 3        |
| Írország           | -        |
| Új-Zéland          | -        |

## Külső kapcsolatok
- https://www.amazon.co.uk/Thank-you-lifetime-Cliff-Richard/dp/B001FQRST4
- https://web.archive.org/web/20081231125238/http://www.lyrics-celebrities.anekatips.com/song-lyrics/thank-you-for-a-lifetime-lyrics-cliff-richard - a dal szövege angolul
- https://web.archive.org/web/20080911010901/http://entertainment.uk.msn.com/music/features/article.aspx?cp-documentid=9445546
- http://pop.music.hu/news.php?cikk=7068%5B%5D